# Hypena senicula
Hypena senicula је изумрла врста инсекта из реда лептира  (лат. Lepidoptera) и једне од породица мољаца Erebidae.

## Распрострањење
Ареал врсте је био ограничен на једну државу, САД.

## Станиште
Врста је била присутна на подручју Хавајских острва.

## Угроженост
Ова врста је наведена као изумрла, што значи да нису познати живи примерци.